# Danielle Page
Danielle Nicole Page (Colorado Springs, 14 novembre 1986) è un'ex cestista e allenatrice di pallacanestro statunitense naturalizzata serba.

## Carriera
Con la Serbia ha disputato i Campionati europei del 2015 e i Giochi olimpici di Rio de Janeiro 2016.